# Kountze
Kountze è un centro abitato degli Stati Uniti d'America situato nella contea di Hardin (di cui è capoluogo) dello Stato del Texas.
La popolazione era di 2.123 persone al censimento del 2010. Fa parte dell'area metropolitana di Beaumont–Port Arthur.
Kountze fu originariamente creata come città ferroviaria nel 1881. La città deve il nome a Herman e Augustus Kountze, finanziatori della Sabine and East Texas Railroad.

## Geografia fisica
Kountze è situata a 30°22′36″N 94°18′55″W (30.376610, -94.315252).
Secondo lo United States Census Bureau, ha un'area totale di 10.3 km² (4.0 mi²).

## Società

### Evoluzione demografica
Secondo il censimento del 2000, c'erano 2.115 persone, 747 nuclei familiari e 537 famiglie residenti nella città. La densità di popolazione era di 205,7/km² (532.7/mi²). C'erano 897 unità abitative a una densità media di 87,2/km² (225.9/mi²). La composizione etnica della città era formata dal 70,59% di bianchi, il 26,43% di afroamericani, lo 0,66% di nativi americani, lo 0,43% di asiatici, lo 0,09% di isolani del Pacifico, lo 0,71% di altre razze, e l'1,09% di due o più etnie. Ispanici o latinos di qualunque razza erano il 2,84% della popolazione.
C'erano 747 nuclei familiari di cui il 36,3% aveva figli di età inferiore ai 18 anni, il 50,9% aveva coppie sposate conviventi, il 15,9% aveva un capofamiglia femmina senza marito, e il 28,0% erano non-famiglie. Il 25,8% di tutti i nuclei familiari erano individuali e l'11,1% aveva componenti con un'età di 65 anni o più che vivevano da soli. Il numero di componenti medio di un nucleo familiare era di 2,67 e quello di una famiglia era di 3,20.
La popolazione era composta dal 29,1% di persone sotto i 18 anni, l'8,9% di persone dai 18 ai 24 anni, il 28,6% di persone dai 25 ai 44 anni, il 20,7% di persone dai 45 ai 64 anni, e il 12,7% di persone di 65 anni o più. L'età media era di 34 anni. Per ogni 100 femmine c'erano 96,2 maschi. Per ogni 100 femmine dai 18 anni in giù, c'erano 91,7 maschi.
Il reddito medio di un nucleo familiare era di 28.352 dollari, e quello di una famiglia era di 34.318 dollari. I maschi avevano un reddito medio di 30.656 dollari contro i 22.083 dollari delle femmine. Il reddito pro capite era di 13.522 dollari. Circa il 19,0% delle famiglie e il 21,0% della popolazione erano sotto la soglia di povertà, incluso il 29,8% di persone sotto i 18 anni e il 24,9% di persone di 65 anni o più.